# Ammoglanis
Ammoglanis es un género de peces gato nativos de Sudamérica.

## Especies
Hay cuatro especies reconocidas dentro de este género:
- Ammoglanis amapaensis Mattos, Costa & Gama, 2008
- Ammoglanis diaphanus Costa, 1994
- Ammoglanis obliquus Henschel et al. 2020[2]
- Ammoglanis pulex de Pinna & Winemiller, 2000